# Марожан, Дженифер
Дженифер Марожан (нем. и венг. Dzsenifer Marozsán [ˈdʒɛnifɛr ˈmɒroʒaːn]; род. 18 апреля 1992, Будапешт) — немецкая футболистка, полузащитница клуба «Олимпик Лион». Чемпионка Европы 2013. Дочь венгерского футболиста Яноша Марожана.

## Карьера

### Клубная
Воспитанница школы немецкого футбола (c 4-х лет жила в Германии с отцом, игравшем в немецких лигах). Выступала за команду «Бурбах», прошла футбольную школу «Саарбрюккена». В 2007 году в возрасте 14 лет и 7 месяцев дебютировала в Бундеслиге, став самой молодой дебютанткой, а в возрасте 15 лет и 4 месяцев забила первый гол, став самым молодым автором гола в женской Бундеслиге. С 2009 по 2016 год выступала за «Франкфурт».

### В сборной
Играла за разные юношеские и молодёжные сборные Германии: в сборной до 15 лет забила 4 гола в 5 играх, в первом матче за сборную до 17 лет против команды Дании оформила хет-трик при общей победе 8:0. На нордическом кубке заняла 3-е место. В сборной до 17 лет в 2008 году выиграла чемпионат Европы, забив два гола и став лучшим бомбардиром турнира. На чемпионате мира в Новой Зеландии стала лучшим игроком турнира и обладательницей серебряного мяча ФИФА по итогам чемпионата (при бронзовой медали в сборной). В 21 игре за сборную забила 21 гол.
9 марта 2009 дебютировала на турнире десяти наций в Ла-Манге в составе сборной до 19 лет, забив в ворота сборной Италии. 28 октября 2009 дебютировала в сборной до 20 лет против команды Швеции до 23. 28 октября 2010 дебютировала в основной сборной в матче против Австралии. Фигурировала в числе кандидатов на поездку на домашний чемпионат мира, но выбыла из списка из-за травмы правого колена.
В 2012 году в отборочном турнире чемпионата Европы 2013 она отметилась голом в ворота Турции (5:0), а также участвовала в Кубке Алгарве и завоевала там победу после финала против Японии (4:3). В том же году участвовала в чемпионате мира до 20, сыграв все матчи и добившись серебряной медали (Германия проиграла 0:1 сборной США). С 17 матчами она стала рекордсменкой сборной Германии до 20 (по столько же провели Марина Хегеринг, Бьянка Шмидт и Ким Кулиг), а на турнире стала обладательницей и Золотого мяча ФИФА.
Дженифер была заявлена на чемпионат Европы 2013 года, сыграв все матчи на турнире, и стала чемпионкой Европы: её гол в полуфинале против Швеции стал единственным в игре и принёс немкам выход в финал, в котором они обыграли Норвегию 1:0.

## Достижения

### Командные
«Саарбрюккен»
- Победительница Второй Бундеслиги: 2008/09

«Франкфурт»
- Победительница Лиги Чемпионов УЕФА среди женщин: 2014/15
- Победительница Кубка Германии (2): 2010/11, 2013/14

«Олимпик Лион»
- Чемпионка Франции (7): 2016/17, 2017/18, 2018/19, 2019/20, 2021/22, 2022/23, 2023/24
- Обладательница Кубка Франции (4): 2016/17, 2018/19, 2019/20, 2022/23
- Победительница Лиги Чемпионов УЕФА среди женщин (4): 2016/17, 2017/18, 2018/19, 2019/20, 2021/22

Сборная Германии
- Чемпионка Европы: 2013
- Олимпийская чемпионка: 2016
- Победительница Кубка Алгарве (2): 2012, 2014

Сборная Германии (до 20)
- Чемпионка мира: 2010

Сборная Германии (до 17)
- Чемпионка Европы: 2008

### Личные
- Золотой мяч чемпионата мира до 20: 2012
- Лауреат бронзовой медали Фрица Вальтера: 2009
- Серебряный мяч чемпионата мира до 17: 2008
- Игрок символической сборной чемпионата Европы: 2013[9]
- Лучший бомбардир чемпионата мира до 18: 2008
- Лучший бомбардир чемпионата Европы до 17: 2008